# Classic Bruges-La Panne 2023
La 47e édition de la Classic Bruges-La Panne (officiellement nommée Classic Brugge-De Panne et précédemment appelée les Trois Jours de La Panne) a lieu le 22 mars 2023. Elle fait partie du calendrier UCI World Tour 2023 et se déroule entre Bruges et La Panne. 

## Présentation

### Parcours
Le parcours est tracé sous la forme d'un trajet simple entre Bruges et Furnes puis d'un circuit plat de 46 kilomètres entre Furnes et La Panne. La boucle finale est à effectuer à trois reprises, pour un total de 218,2 kilomètres. L’arrivée est jugée sur la Zeelaan à La Panne.

### Équipes
Classée en catégorie UCI World Tour 2023, la course est par conséquent ouverte à toutes les équipes WorldTeams et à des ProTeams sur invitation.
| WorldTeams (16)- Alpecin-Deceuninck - Astana Qazaqstan Team - Bahrain Victorious - Bora-Hansgrohe - Cofidis - EF Education-EasyPost - Groupama-FDJ - Intermarché-Circus-Wanty - Jumbo-Visma - Movistar Team - Soudal Quick-Step - Arkéa-Samsic - Team DSM - Team Jayco AlUla - Trek-Segafredo - UAE Team Emirates ProTeams (6)- Bingoal WB - Israel-Premier Tech - Lotto Dstny - Team Flanders-Baloise - TotalEnergies - Uno-X Pro Cycling Team |
| |

## Favoris
En l'absence de Tim Merlier, vainqueur de l'année précédente, les principaux favoris sont Sam Welsford (DSM), Fabio Jakobsen (Soudal-Quick Step), Dylan Groenewegen (Jayco AlUla), Jasper Philipsen (Alpecin, Deceuninck), Gerben Thijssen (Intermarché-Circus-Wanty), Fernando Gaviria (Movistar), Sam Bennett (Bora-Hansgrohe), Olav Kooij (Jumbo-Visma), Caleb Ewan (Lotto Dstny), Phil Bauhaus et Jonathan Milan (Bahrain-Victorius

## Classement
| \| Classement général \| Classement général \| Classement général \| Classement général \| Classement général \| \| Coureur \| Coureur \| Pays \| Équipe \| Temps \| \| ------------------ \| ------------------- \| ------------------ \| ---------------------- \| ------------------ \| \| 1er \| Jasper Philipsen \| Belgique \| Alpecin-Deceuninck \| 4 h 38 min 52 s \| \| 2e \| Olav Kooij \| Pays-Bas \| Jumbo-Visma \| + 0 s \| \| 3e \| Yves Lampaert \| Belgique \| Soudal Quick-Step \| + 0 s \| \| 4e \| Frederik Frison \| Belgique \| Lotto Dstny \| + 1 s \| \| 5e \| Fabio Jakobsen \| Pays-Bas \| Soudal Quick-Step \| + 21 s \| \| 6e \| Jonas Rickaert \| Belgique \| Alpecin-Deceuninck \| + 21 s \| \| 7e \| Cédric Beullens \| Belgique \| Lotto Dstny \| + 21 s \| \| 8e \| Stian Fredheim \| Norvège \| Uno-X Pro Cycling Team \| + 21 s \| \| 9e \| Sebastián Molano \| Colombie \| UAE Team Emirates \| + 21 s \| \| 10e \| Marijn van den Berg \| Pays-Bas \| EF Education-EasyPost \| + 21 s \| |                     |          |                        |                 |
| |                     |          |                        |                 |
| Source : ProCyclingStats |                     |          |                        |                 |
| Classement général |                     |          |                        |                 |
| Coureur | Coureur             | Pays     | Équipe                 | Temps           |
| 1er | Jasper Philipsen    | Belgique | Alpecin-Deceuninck     | 4 h 38 min 52 s |
| 2e | Olav Kooij          | Pays-Bas | Jumbo-Visma            | + 0 s           |
| 3e | Yves Lampaert       | Belgique | Soudal Quick-Step      | + 0 s           |
| 4e | Frederik Frison     | Belgique | Lotto Dstny            | + 1 s           |
| 5e | Fabio Jakobsen      | Pays-Bas | Soudal Quick-Step      | + 21 s          |
| 6e | Jonas Rickaert      | Belgique | Alpecin-Deceuninck     | + 21 s          |
| 7e | Cédric Beullens     | Belgique | Lotto Dstny            | + 21 s          |
| 8e | Stian Fredheim      | Norvège  | Uno-X Pro Cycling Team | + 21 s          |
| 9e | Sebastián Molano    | Colombie | UAE Team Emirates      | + 21 s          |
| 10e | Marijn van den Berg | Pays-Bas | EF Education-EasyPost  | + 21 s          |

### Classements UCI
La course attribue des points au classement mondial UCI 2023 selon le barème suivant :
| Position           | 1er | 2e  | 3e  | 4e  | 5e  | 6e  | 7e | 8e | 9e | 10e | 11e | 12e | 13e | 14e | 15e à 20e | 21e à 30e | 31e à 50e | 51e à 55e | 56e à 60e |
| Classement général | 300 | 250 | 215 | 175 | 120 | 115 | 95 | 75 | 60 | 50  | 40  | 35  | 30  | 25  | 20        | 12        | 5         | 2         | 1         |

## Liste des participants
| Légende | Légende                                                                           | Légende | Légende                                                    |
| ------- | --------------------------------------------------------------------------------- | ------- | ---------------------------------------------------------- |
| Num     | Dossard de départ porté par le coureur sur cette Oxyclean Classic Brugge-De Panne | Pos     | Position à l'arrivée de la course                          |
|         | Indique un maillot de champion national ou mondial, suivi de sa spécialité        | NP      | Indique un coureur qui n'a pas pris le départ de la course |
| AB      | Indique un coureur qui n'a pas terminé la course                                  | HD      | Indique un coureur qui a terminé la course hors des délais |

| Soudal Quick-Step SOQ | Soudal Quick-Step SOQ        | Soudal Quick-Step SOQ |
| --------------------- | ---------------------------- | --------------------- |
| Num                   | Coureur                      | Pos                   |
| 1                     | Fabio Jakobsen (NED) (route) | 5e                    |
| 2                     | Tim Declercq (BEL)           | NP                    |
| 3                     | Davide Ballerini (ITA)       | 11e                   |
| 4                     | Yves Lampaert (BEL)          | 3e                    |
| 5                     | Jannik Steimle (GER)         | 63e                   |
| 6                     | Bert Van Lerberghe (BEL)     | 12e                   |
| 7                     | Ethan Vernon (GBR)           | AB                    |

| Team Jayco AlUla JAY | Team Jayco AlUla JAY    | Team Jayco AlUla JAY |
| -------------------- | ----------------------- | -------------------- |
| Num                  | Coureur                 | Pos                  |
| 11                   | Dylan Groenewegen (NED) | 13e                  |
| 12                   | Luke Durbridge (AUS)    | AB                   |
| 13                   | Luka Mezgec (SLO)       | AB                   |
| 14                   | Kelland O'Brien (AUS)   | AB                   |
| 15                   | Campbell Stewart (NZL)  | AB                   |
| 16                   | Elmar Reinders (NED)    | 34e                  |

| Movistar Team MOV | Movistar Team MOV       | Movistar Team MOV |
| ----------------- | ----------------------- | ----------------- |
| Num               | Coureur                 | Pos               |
| 21                | Fernando Gaviria (COL)  | AB                |
| 22                | Iván Romeo (ESP)        | AB                |
| 23                | Johan Jacobs (SUI)      | 23e               |
| 24                | Mathias Norsgaard (DEN) | 19e               |
| 25                | Albert Torres (ESP)     | AB                |
| 26                | Oier Lazkano (ESP)      | AB                |
| 27                | Lluís Mas (ESP)         | AB                |

| Alpecin-Deceuninck ADC | Alpecin-Deceuninck ADC    | Alpecin-Deceuninck ADC |
| ---------------------- | ------------------------- | ---------------------- |
| Num                    | Coureur                   | Pos                    |
| 31                     | Jasper Philipsen (BEL)    | 1er                    |
| 32                     | Alexander Krieger (GER)   | 67e                    |
| 33                     | Maurice Ballerstedt (GER) | 54e                    |
| 34                     | Edward Planckaert (BEL)   | 21e                    |
| 35                     | Ramon Sinkeldam (NED)     | 58e                    |
| 36                     | Lionel Taminiaux (BEL)    | 25e                    |
| 37                     | Jonas Rickaert (BEL)      | 6e                     |

| Bora-Hansgrohe BOH | Bora-Hansgrohe BOH          | Bora-Hansgrohe BOH |
| ------------------ | --------------------------- | ------------------ |
| Num                | Coureur                     | Pos                |
| 41                 | Sam Bennett (IRL)           | AB                 |
| 42                 | Shane Archbold (NZL)        | AB                 |
| 43                 | Danny van Poppel (NED)      | 26e                |
| 44                 | Jonas Koch (GER)            | 16e                |
| 45                 | Maximilian Schachmann (GER) | AB                 |
| 46                 | Jordi Meeus (BEL)           | AB                 |
| 47                 | Ryan Mullen (IRL)           | 53e                |

| EF Education-EasyPost EFE | EF Education-EasyPost EFE | EF Education-EasyPost EFE |
| ------------------------- | ------------------------- | ------------------------- |
| Num                       | Coureur                   | Pos                       |
| 51                        | Thomas Scully (NZL)       | AB                        |
| 52                        | Julius van den Berg (NED) | AB                        |
| 53                        | Owain Doull (GBR)         | 38e                       |
| 54                        | Jens Keukeleire (BEL)     | 60e                       |
| 55                        | Jonas Rutsch (GER)        | 39e                       |
| 56                        | Marijn van den Berg (NED) | 10e                       |
| 57                        | Łukasz Wiśniowski (POL)   | AB                        |

| UAE Team Emirates UAD | UAE Team Emirates UAD      | UAE Team Emirates UAD |
| --------------------- | -------------------------- | --------------------- |
| Num                   | Coureur                    | Pos                   |
| 61                    | Pascal Ackermann (GER)     | 17e                   |
| 62                    | Ryan Gibbons (RSA)         | 51e                   |
| 63                    | Mikkel Bjerg (DEN)         | 47e                   |
| 64                    | Felix Groß (GER)           | AB                    |
| 65                    | Vegard Stake Laengen (NOR) | AB                    |
| 66                    | Sebastián Molano (COL)     | 9e                    |
| 67                    | Michael Vink (NZL)         | AB                    |

| Groupama-FDJ GFC | Groupama-FDJ GFC          | Groupama-FDJ GFC |
| ---------------- | ------------------------- | ---------------- |
| Num              | Coureur                   | Pos              |
| 71               | Arnaud Démare (FRA)       | 14e              |
| 72               | Ignatas Konovalovas (LTU) | AB               |
| 73               | Fabian Lienhard (SUI)     | 64e              |
| 74               | Laurence Pithie (NZL)     | AB               |
| 75               | Paul Penhoët (FRA)        | 24e              |
| 76               | Samuel Watson (GBR)       | 68e              |
| 77               | Bram Welten (NED)         | 62e              |

| Trek-Segafredo TFS | Trek-Segafredo TFS          | Trek-Segafredo TFS |
| ------------------ | --------------------------- | ------------------ |
| Num                | Coureur                     | Pos                |
| 81                 | Edward Theuns (BEL)         | 15e                |
| 82                 | Emīls Liepiņš (LAT) (route) | AB                 |
| 83                 | Thibau Nys (BEL)            | AB                 |
| 84                 | Alex Kirsch (LUX)           | AB                 |
| 85                 | Markus Hoelgaard (NOR)      | AB                 |
| 86                 | Otto Vergaerde (BEL)        | AB                 |
| 87                 | Toms Skujiņš (LAT)          | AB                 |

| Astana Qazaqstan Team AST | Astana Qazaqstan Team AST     | Astana Qazaqstan Team AST |
| ------------------------- | ----------------------------- | ------------------------- |
| Num                       | Coureur                       | Pos                       |
| 91                        | Mark Cavendish (GBR) (route)  | AB                        |
| 92                        | Dmitriy Gruzdev (KAZ)         | 55e                       |
| 93                        | Davide Martinelli (ITA)       | AB                        |
| 94                        | Cees Bol (NED)                | AB                        |
| 95                        | Yevgeniy Gidich (KAZ) (route) | AB                        |
| 96                        | Yevgeniy Fedorov (KAZ)        | AB                        |
| 97                        | Leonardo Basso (ITA)          | AB                        |

| Jumbo-Visma TJV | Jumbo-Visma TJV          | Jumbo-Visma TJV |
| --------------- | ------------------------ | --------------- |
| Num             | Coureur                  | Pos             |
| 101             | Tosh Van der Sande (BEL) | 73e             |
| 102             | Olav Kooij (NED)         | 2e              |
| 103             | Timo Roosen (NED)        | 56e             |
| 104             | Lennard Hofstede (NED)   | AB              |
| 105             | Mick van Dijke (NED)     | AB              |
| 106             | Tim van Dijke (NED)      | 22e             |
| 107             | Jos van Emden (NED)      | AB              |

| Team DSM DSM | Team DSM DSM              | Team DSM DSM |
| ------------ | ------------------------- | ------------ |
| Num          | Coureur                   | Pos          |
| 111          | Alberto Dainese (ITA)     | AB           |
| 112          | Patrick Bevin (NZL)       | AB           |
| 113          | Alexander Edmondson (AUS) | AB           |
| 114          | Casper van Uden (NED)     | 44e          |
| 115          | Marius Mayrhofer (GER)    | AB           |
| 116          | Tim Naberman (NED)        | AB           |
| 117          | Sam Welsford (AUS)        | 18e          |

| Bahrain Victorious TBV | Bahrain Victorious TBV | Bahrain Victorious TBV |
| ---------------------- | ---------------------- | ---------------------- |
| Num                    | Coureur                | Pos                    |
| 121                    | Phil Bauhaus (GER)     | AB                     |
| 122                    | Matevž Govekar (SLO)   | AB                     |
| 123                    | Kamil Gradek (POL)     | 57e                    |
| 124                    | Filip Maciejuk (POL)   | 59e                    |
| 125                    | Jonathan Milan (ITA)   | 70e                    |
| 126                    | Dušan Rajović (SRB)    | AB                     |
| 127                    | Cameron Scott (AUS)    | AB                     |

| Cofidis COF | Cofidis COF            | Cofidis COF |
| ----------- | ---------------------- | ----------- |
| Num         | Coureur                | Pos         |
| 131         | Max Walscheid (GER)    | 32e         |
| 132         | Davide Cimolai (ITA)   | AB          |
| 133         | Simone Consonni (ITA)  | 71e         |
| 134         | Wesley Kreder (NED)    | 46e         |
| 135         | Christophe Noppe (BEL) | 33e         |
| 136         | Piet Allegaert (BEL)   | 36e         |
| 137         | Jelle Wallays (BEL)    | AB          |

| Intermarché-Circus-Wanty ICW | Intermarché-Circus-Wanty ICW | Intermarché-Circus-Wanty ICW |
| ---------------------------- | ---------------------------- | ---------------------------- |
| Num                          | Coureur                      | Pos                          |
| 141                          | Niccolò Bonifazio (ITA)      | AB                           |
| 142                          | Julius Johansen (DEN)        | 42e                          |
| 143                          | Adrien Petit (FRA)           | AB                           |
| 144                          | Baptiste Planckaert (BEL)    | AB                           |
| 145                          | Laurenz Rex (BEL)            | 66e                          |
| 146                          | Gerben Thijssen (BEL)        | 27e                          |
| 147                          | Boy van Poppel (NED)         | AB                           |

| Arkéa-Samsic ARK | Arkéa-Samsic ARK      | Arkéa-Samsic ARK |
| ---------------- | --------------------- | ---------------- |
| Num              | Coureur               | Pos              |
| 151              | David Dekker (NED)    | 35e              |
| 152              | Laurent Pichon (FRA)  | AB               |
| 153              | Daniel McLay (GBR)    | 74e              |
| 154              | Mathis Le Berre (FRA) | AB               |
| 155              | Luca Mozzato (ITA)    | 72e              |
| 156              | Alan Riou (FRA)       | AB               |
| 157              | Clément Russo (FRA)   | AB               |

| Uno-X Pro Cycling Team UXT | Uno-X Pro Cycling Team UXT  | Uno-X Pro Cycling Team UXT |
| -------------------------- | --------------------------- | -------------------------- |
| Num                        | Coureur                     | Pos                        |
| 161                        | Lasse Norman Leth (DEN)     | AB                         |
| 162                        | Stian Fredheim (NOR)        | 8e                         |
| 163                        | Tord Gudmestad (NOR)        | 29e                        |
| 164                        | Louis Bendixen (DEN)        | AB                         |
| 165                        | William Blume Levy (DEN)    | 69e                        |
| 166                        | Erik Nordsæter Resell (NOR) | 61e                        |
| 167                        | Søren Wærenskjold (NOR)     | AB                         |

| Israel-Premier Tech IPT | Israel-Premier Tech IPT      | Israel-Premier Tech IPT |
| ----------------------- | ---------------------------- | ----------------------- |
| Num                     | Coureur                      | Pos                     |
| 171                     | Sep Vanmarcke (BEL)          | AB                      |
| 172                     | Itamar Einhorn (ISR) (route) | AB                      |
| 173                     | Jens Reynders (BEL)          | 50e                     |
| 174                     | Guy Sagiv (ISR)              | AB                      |
| 175                     | Tom Van Asbroeck (BEL)       | 30e                     |
| 177                     | Rick Zabel (GER)             | 28e                     |

| Lotto Dstny LTD | Lotto Dstny LTD           | Lotto Dstny LTD |
| --------------- | ------------------------- | --------------- |
| Num             | Coureur                   | Pos             |
| 181             | Caleb Ewan (AUS)          | AB              |
| 182             | Jasper De Buyst (BEL)     | AB              |
| 183             | Frederik Frison (BEL)     | 4e              |
| 184             | Sébastien Grignard (BEL)  | AB              |
| 185             | Michael Schwarzmann (GER) | AB              |
| 186             | Cédric Beullens (BEL)     | 7e              |
| 187             | Jarrad Drizners (AUS)     | 20e             |

| Team Flanders-Baloise TFB | Team Flanders-Baloise TFB | Team Flanders-Baloise TFB |
| ------------------------- | ------------------------- | ------------------------- |
| Num                       | Coureur                   | Pos                       |
| 191                       | Ruben Apers (BEL)         | 49e                       |
| 192                       | Sander De Pestel (BEL)    | 48e                       |
| 193                       | Tuur Dens (BEL)           | AB                        |
| 194                       | Milan Fretin (BEL)        | 37e                       |
| 195                       | Vince Gerits (BEL)        | AB                        |
| 196                       | Jules Hesters (BEL)       | 43e                       |
| 197                       | Noah Vandenbranden (BEL)  | AB                        |

| TotalEnergies TEN | TotalEnergies TEN       | TotalEnergies TEN |
| ----------------- | ----------------------- | ----------------- |
| Num               | Coureur                 | Pos               |
| 201               | Thomas Bonnet (FRA)     | 41e               |
| 202               | Émilien Jeannière (FRA) | AB                |
| 203               | Lorrenzo Manzin (FRA)   | AB                |
| 204               | Geoffrey Soupe (FRA)    | 40e               |
| 205               | Jason Tesson (FRA)      | AB                |
| 207               | Mattéo Vercher (FRA)    | AB                |

| Bingoal WB BWB | Bingoal WB BWB                 | Bingoal WB BWB |
| -------------- | ------------------------------ | -------------- |
| Num            | Coureur                        | Pos            |
| 211            | Guillaume Van Keirsbulck (BEL) | 45e            |
| 212            | Cériel Desal (BEL)             | 31e            |
| 213            | Johan Meens (BEL)              | AB             |
| 214            | Matteo Malucelli (ITA)         | AB             |
| 215            | Ludovic Robeet (BEL)           | 65e            |
| 216            | Dorian De Maeght (BEL)         | AB             |
| 217            | Louis Blouwe (BEL)             | AB             |

| Soudal Quick-Step SOQ | Soudal Quick-Step SOQ        | Soudal Quick-Step SOQ |
| --------------------- | ---------------------------- | --------------------- |
| Num                   | Coureur                      | Pos                   |
| 1                     | Fabio Jakobsen (NED) (route) | 5e                    |
| 2                     | Tim Declercq (BEL)           | NP                    |
| 3                     | Davide Ballerini (ITA)       | 11e                   |
| 4                     | Yves Lampaert (BEL)          | 3e                    |
| 5                     | Jannik Steimle (GER)         | 63e                   |
| 6                     | Bert Van Lerberghe (BEL)     | 12e                   |
| 7                     | Ethan Vernon (GBR)           | AB                    |

| Team Jayco AlUla JAY | Team Jayco AlUla JAY    | Team Jayco AlUla JAY |
| -------------------- | ----------------------- | -------------------- |
| Num                  | Coureur                 | Pos                  |
| 11                   | Dylan Groenewegen (NED) | 13e                  |
| 12                   | Luke Durbridge (AUS)    | AB                   |
| 13                   | Luka Mezgec (SLO)       | AB                   |
| 14                   | Kelland O'Brien (AUS)   | AB                   |
| 15                   | Campbell Stewart (NZL)  | AB                   |
| 16                   | Elmar Reinders (NED)    | 34e                  |

| Movistar Team MOV | Movistar Team MOV       | Movistar Team MOV |
| ----------------- | ----------------------- | ----------------- |
| Num               | Coureur                 | Pos               |
| 21                | Fernando Gaviria (COL)  | AB                |
| 22                | Iván Romeo (ESP)        | AB                |
| 23                | Johan Jacobs (SUI)      | 23e               |
| 24                | Mathias Norsgaard (DEN) | 19e               |
| 25                | Albert Torres (ESP)     | AB                |
| 26                | Oier Lazkano (ESP)      | AB                |
| 27                | Lluís Mas (ESP)         | AB                |

| Alpecin-Deceuninck ADC | Alpecin-Deceuninck ADC    | Alpecin-Deceuninck ADC |
| ---------------------- | ------------------------- | ---------------------- |
| Num                    | Coureur                   | Pos                    |
| 31                     | Jasper Philipsen (BEL)    | 1er                    |
| 32                     | Alexander Krieger (GER)   | 67e                    |
| 33                     | Maurice Ballerstedt (GER) | 54e                    |
| 34                     | Edward Planckaert (BEL)   | 21e                    |
| 35                     | Ramon Sinkeldam (NED)     | 58e                    |
| 36                     | Lionel Taminiaux (BEL)    | 25e                    |
| 37                     | Jonas Rickaert (BEL)      | 6e                     |

| Bora-Hansgrohe BOH | Bora-Hansgrohe BOH          | Bora-Hansgrohe BOH |
| ------------------ | --------------------------- | ------------------ |
| Num                | Coureur                     | Pos                |
| 41                 | Sam Bennett (IRL)           | AB                 |
| 42                 | Shane Archbold (NZL)        | AB                 |
| 43                 | Danny van Poppel (NED)      | 26e                |
| 44                 | Jonas Koch (GER)            | 16e                |
| 45                 | Maximilian Schachmann (GER) | AB                 |
| 46                 | Jordi Meeus (BEL)           | AB                 |
| 47                 | Ryan Mullen (IRL)           | 53e                |

| EF Education-EasyPost EFE | EF Education-EasyPost EFE | EF Education-EasyPost EFE |
| ------------------------- | ------------------------- | ------------------------- |
| Num                       | Coureur                   | Pos                       |
| 51                        | Thomas Scully (NZL)       | AB                        |
| 52                        | Julius van den Berg (NED) | AB                        |
| 53                        | Owain Doull (GBR)         | 38e                       |
| 54                        | Jens Keukeleire (BEL)     | 60e                       |
| 55                        | Jonas Rutsch (GER)        | 39e                       |
| 56                        | Marijn van den Berg (NED) | 10e                       |
| 57                        | Łukasz Wiśniowski (POL)   | AB                        |

| UAE Team Emirates UAD | UAE Team Emirates UAD      | UAE Team Emirates UAD |
| --------------------- | -------------------------- | --------------------- |
| Num                   | Coureur                    | Pos                   |
| 61                    | Pascal Ackermann (GER)     | 17e                   |
| 62                    | Ryan Gibbons (RSA)         | 51e                   |
| 63                    | Mikkel Bjerg (DEN)         | 47e                   |
| 64                    | Felix Groß (GER)           | AB                    |
| 65                    | Vegard Stake Laengen (NOR) | AB                    |
| 66                    | Sebastián Molano (COL)     | 9e                    |
| 67                    | Michael Vink (NZL)         | AB                    |

| Groupama-FDJ GFC | Groupama-FDJ GFC          | Groupama-FDJ GFC |
| ---------------- | ------------------------- | ---------------- |
| Num              | Coureur                   | Pos              |
| 71               | Arnaud Démare (FRA)       | 14e              |
| 72               | Ignatas Konovalovas (LTU) | AB               |
| 73               | Fabian Lienhard (SUI)     | 64e              |
| 74               | Laurence Pithie (NZL)     | AB               |
| 75               | Paul Penhoët (FRA)        | 24e              |
| 76               | Samuel Watson (GBR)       | 68e              |
| 77               | Bram Welten (NED)         | 62e              |

| Trek-Segafredo TFS | Trek-Segafredo TFS          | Trek-Segafredo TFS |
| ------------------ | --------------------------- | ------------------ |
| Num                | Coureur                     | Pos                |
| 81                 | Edward Theuns (BEL)         | 15e                |
| 82                 | Emīls Liepiņš (LAT) (route) | AB                 |
| 83                 | Thibau Nys (BEL)            | AB                 |
| 84                 | Alex Kirsch (LUX)           | AB                 |
| 85                 | Markus Hoelgaard (NOR)      | AB                 |
| 86                 | Otto Vergaerde (BEL)        | AB                 |
| 87                 | Toms Skujiņš (LAT)          | AB                 |

| Astana Qazaqstan Team AST | Astana Qazaqstan Team AST     | Astana Qazaqstan Team AST |
| ------------------------- | ----------------------------- | ------------------------- |
| Num                       | Coureur                       | Pos                       |
| 91                        | Mark Cavendish (GBR) (route)  | AB                        |
| 92                        | Dmitriy Gruzdev (KAZ)         | 55e                       |
| 93                        | Davide Martinelli (ITA)       | AB                        |
| 94                        | Cees Bol (NED)                | AB                        |
| 95                        | Yevgeniy Gidich (KAZ) (route) | AB                        |
| 96                        | Yevgeniy Fedorov (KAZ)        | AB                        |
| 97                        | Leonardo Basso (ITA)          | AB                        |

| Jumbo-Visma TJV | Jumbo-Visma TJV          | Jumbo-Visma TJV |
| --------------- | ------------------------ | --------------- |
| Num             | Coureur                  | Pos             |
| 101             | Tosh Van der Sande (BEL) | 73e             |
| 102             | Olav Kooij (NED)         | 2e              |
| 103             | Timo Roosen (NED)        | 56e             |
| 104             | Lennard Hofstede (NED)   | AB              |
| 105             | Mick van Dijke (NED)     | AB              |
| 106             | Tim van Dijke (NED)      | 22e             |
| 107             | Jos van Emden (NED)      | AB              |

| Team DSM DSM | Team DSM DSM              | Team DSM DSM |
| ------------ | ------------------------- | ------------ |
| Num          | Coureur                   | Pos          |
| 111          | Alberto Dainese (ITA)     | AB           |
| 112          | Patrick Bevin (NZL)       | AB           |
| 113          | Alexander Edmondson (AUS) | AB           |
| 114          | Casper van Uden (NED)     | 44e          |
| 115          | Marius Mayrhofer (GER)    | AB           |
| 116          | Tim Naberman (NED)        | AB           |
| 117          | Sam Welsford (AUS)        | 18e          |

| Bahrain Victorious TBV | Bahrain Victorious TBV | Bahrain Victorious TBV |
| ---------------------- | ---------------------- | ---------------------- |
| Num                    | Coureur                | Pos                    |
| 121                    | Phil Bauhaus (GER)     | AB                     |
| 122                    | Matevž Govekar (SLO)   | AB                     |
| 123                    | Kamil Gradek (POL)     | 57e                    |
| 124                    | Filip Maciejuk (POL)   | 59e                    |
| 125                    | Jonathan Milan (ITA)   | 70e                    |
| 126                    | Dušan Rajović (SRB)    | AB                     |
| 127                    | Cameron Scott (AUS)    | AB                     |

| Cofidis COF | Cofidis COF            | Cofidis COF |
| ----------- | ---------------------- | ----------- |
| Num         | Coureur                | Pos         |
| 131         | Max Walscheid (GER)    | 32e         |
| 132         | Davide Cimolai (ITA)   | AB          |
| 133         | Simone Consonni (ITA)  | 71e         |
| 134         | Wesley Kreder (NED)    | 46e         |
| 135         | Christophe Noppe (BEL) | 33e         |
| 136         | Piet Allegaert (BEL)   | 36e         |
| 137         | Jelle Wallays (BEL)    | AB          |

| Intermarché-Circus-Wanty ICW | Intermarché-Circus-Wanty ICW | Intermarché-Circus-Wanty ICW |
| ---------------------------- | ---------------------------- | ---------------------------- |
| Num                          | Coureur                      | Pos                          |
| 141                          | Niccolò Bonifazio (ITA)      | AB                           |
| 142                          | Julius Johansen (DEN)        | 42e                          |
| 143                          | Adrien Petit (FRA)           | AB                           |
| 144                          | Baptiste Planckaert (BEL)    | AB                           |
| 145                          | Laurenz Rex (BEL)            | 66e                          |
| 146                          | Gerben Thijssen (BEL)        | 27e                          |
| 147                          | Boy van Poppel (NED)         | AB                           |

| Arkéa-Samsic ARK | Arkéa-Samsic ARK      | Arkéa-Samsic ARK |
| ---------------- | --------------------- | ---------------- |
| Num              | Coureur               | Pos              |
| 151              | David Dekker (NED)    | 35e              |
| 152              | Laurent Pichon (FRA)  | AB               |
| 153              | Daniel McLay (GBR)    | 74e              |
| 154              | Mathis Le Berre (FRA) | AB               |
| 155              | Luca Mozzato (ITA)    | 72e              |
| 156              | Alan Riou (FRA)       | AB               |
| 157              | Clément Russo (FRA)   | AB               |

| Uno-X Pro Cycling Team UXT | Uno-X Pro Cycling Team UXT  | Uno-X Pro Cycling Team UXT |
| -------------------------- | --------------------------- | -------------------------- |
| Num                        | Coureur                     | Pos                        |
| 161                        | Lasse Norman Leth (DEN)     | AB                         |
| 162                        | Stian Fredheim (NOR)        | 8e                         |
| 163                        | Tord Gudmestad (NOR)        | 29e                        |
| 164                        | Louis Bendixen (DEN)        | AB                         |
| 165                        | William Blume Levy (DEN)    | 69e                        |
| 166                        | Erik Nordsæter Resell (NOR) | 61e                        |
| 167                        | Søren Wærenskjold (NOR)     | AB                         |

| Israel-Premier Tech IPT | Israel-Premier Tech IPT      | Israel-Premier Tech IPT |
| ----------------------- | ---------------------------- | ----------------------- |
| Num                     | Coureur                      | Pos                     |
| 171                     | Sep Vanmarcke (BEL)          | AB                      |
| 172                     | Itamar Einhorn (ISR) (route) | AB                      |
| 173                     | Jens Reynders (BEL)          | 50e                     |
| 174                     | Guy Sagiv (ISR)              | AB                      |
| 175                     | Tom Van Asbroeck (BEL)       | 30e                     |
| 177                     | Rick Zabel (GER)             | 28e                     |

| Lotto Dstny LTD | Lotto Dstny LTD           | Lotto Dstny LTD |
| --------------- | ------------------------- | --------------- |
| Num             | Coureur                   | Pos             |
| 181             | Caleb Ewan (AUS)          | AB              |
| 182             | Jasper De Buyst (BEL)     | AB              |
| 183             | Frederik Frison (BEL)     | 4e              |
| 184             | Sébastien Grignard (BEL)  | AB              |
| 185             | Michael Schwarzmann (GER) | AB              |
| 186             | Cédric Beullens (BEL)     | 7e              |
| 187             | Jarrad Drizners (AUS)     | 20e             |

| Team Flanders-Baloise TFB | Team Flanders-Baloise TFB | Team Flanders-Baloise TFB |
| ------------------------- | ------------------------- | ------------------------- |
| Num                       | Coureur                   | Pos                       |
| 191                       | Ruben Apers (BEL)         | 49e                       |
| 192                       | Sander De Pestel (BEL)    | 48e                       |
| 193                       | Tuur Dens (BEL)           | AB                        |
| 194                       | Milan Fretin (BEL)        | 37e                       |
| 195                       | Vince Gerits (BEL)        | AB                        |
| 196                       | Jules Hesters (BEL)       | 43e                       |
| 197                       | Noah Vandenbranden (BEL)  | AB                        |

| TotalEnergies TEN | TotalEnergies TEN       | TotalEnergies TEN |
| ----------------- | ----------------------- | ----------------- |
| Num               | Coureur                 | Pos               |
| 201               | Thomas Bonnet (FRA)     | 41e               |
| 202               | Émilien Jeannière (FRA) | AB                |
| 203               | Lorrenzo Manzin (FRA)   | AB                |
| 204               | Geoffrey Soupe (FRA)    | 40e               |
| 205               | Jason Tesson (FRA)      | AB                |
| 207               | Mattéo Vercher (FRA)    | AB                |

| Bingoal WB BWB | Bingoal WB BWB                 | Bingoal WB BWB |
| -------------- | ------------------------------ | -------------- |
| Num            | Coureur                        | Pos            |
| 211            | Guillaume Van Keirsbulck (BEL) | 45e            |
| 212            | Cériel Desal (BEL)             | 31e            |
| 213            | Johan Meens (BEL)              | AB             |
| 214            | Matteo Malucelli (ITA)         | AB             |
| 215            | Ludovic Robeet (BEL)           | 65e            |
| 216            | Dorian De Maeght (BEL)         | AB             |
| 217            | Louis Blouwe (BEL)             | AB             |